# Novi list
Novi list je chorvatský deník, který vychází v městě Rijeka. Nejvíce čtenářů má v uvedeném městě a přiléhající přímořsko-gorskokotarské župě. Je nicméně distribuován do celého Chorvatska. 
V 90. letech se jednalo o titul, který si udržoval značný odstup od tehdešjí vlády a prezidenta Franja Tuđmana. V roce 2016 noviny koupila slovenská Skupina JOJ. Do akvizice se jednao o středolevý deník, poté byl vnímán jako středopravý. Jeho přístup k pravicovým vládám v Chorvatsku byl do jisté míry méně kritický.